# Villa Ekensberg
För andra betydelser, se Ekensberg.
Villa Ekensberg, även kallad Villa Ekensborg, en villa i Bergshamra i Solna kommun. Den ursprungliga villan byggdes cirka 1900 men revs på 1990-talet på grund av förfall och en ny byggnad uppfördes.

## Historik
Runt sekelskiftet växte det upp ett litet villaområde om sex tomter intill Ålkistans station i nuvarande kvarteret Laveringen. Kroken Gamla vägen-Ripstigen utgör den ursprungliga sträckningen av Roslagsvägen. På vägens södra sida byggdes villan Klinten som ännu finns kvar, liksom Ekensberg några hundra meter åt nordväst, som är från samma tid. Den ursprungliga villan, ett större trähus, byggdes ca 1900 för uthyrning och beboddes av 4–6 familjer. Byggnaden hade en liggande fasspontpanel, svart plåttak och fönster med dekorativa överstycken. Byggnaden är q-märkt på 1986 års detaljplan. Den revs på 1990-talet efter ett antal år av vandalisering och förfall, huset var då i mycket dåligt skick, bland annat var det kraftigt angripet av svamp och skadeinsekter. Den ersattes av en byggnad som utvändigt påminner om det gamla. Denna byggnad innehåller kontorslokaler. Arkitekter för nybyggnaden var Samark Arkitektur & Design.